# Gymnopholus
Gymnopholus (лат.) — род жуков-долгоносиков  из подсемейства Entiminae семейства Curculionidae (Eupholini, Coleoptera). Новая Гвинея. Около 75 видов. Для многих его представителей (особенно для подрода Symbiopholus) характерен симбиотический рост некоторых растений, водорослей, лишайников, мхов-печёночников и грибов на поверхности кутикулы в верхней части модифицированных надкрылий (у некоторых видов с рогоподобными выступами, направленными назад).

## Распространение
Встречаются на острове Новая Гвинея на высотах выше 900 м (1500 м для фитосимбионтного подрода Symbiopholus), до 2800 м и выше (некоторые до 3600 м в альпийском поясе). Большинство видов ограничены в распространении узким ареалом (жуки не способны летать) и только два вида имеют широкое на острове распространение: Gymnopholus weiskei Heller, 1901 (от Chimbu Valley до Owen Stanley Mts), и Gymnopholus gressitti Marshall (от Mt Otto до Mt Giluwe).

## Описание
Среднего и крупного размера нелетающие жуки-долгоносики. Длина тела 1—2 см (некоторые более 3 см); чёрные блестящие или буровато-чёрные. Характерны для тропических влажных и горных лесов. Взрослые жуки питаются листьями молодых деревьев (обнаруживаются на ветвях, расположенных на высоте свыше 8 м). Растения-хозяева очень разнообразны и представлены следующими семействами: Fagaceae, Ulmaceae, Urticaceae, Cunoniaceae, Pittosporaceae, Rosaceae, Leguminosae, Rutaceae, Euphorbiaceae, Elaeocarpaceae, Saurauiaceae, Ochnaceae, Theaceae, Melastomaceae, Araliaceae и Ericaceae. Личинки жуков питаются на корнях растений в глубине почвы. Общий период развития длится 3—5 лет.
У многих представителей Gymnopholus (особенно среди подрода Symbiopholus) обнаружен симбиотический рост некоторых грибов, растений, водорослей, лишайников и мхов-печёночников на поверхности кутикулы в верхней и задней части модифицированных надкрылий, покрытых специализированными щетинками разнообразной формы и углублениями-микропунктурами. Эти надкрылья сзади имеют выступы, утолщения и рогоподобные отростки, направленные назад.
Обнаружены разнообразные формы полиморфизма. Половой диморфизм отмечен в типовом подроде (особенно заметный у Gymnopholus splendidus и Gymnopholus gemmifer), диморфизм и даже триморфизм описан у самок (особо яркий у Gymnopholus macquarti и Gymnopholus nothofagi), а также среди самцов (Gymnopholus nothofagi).
Вид Gymnopholus lichenifer стал исчезающим и включён в Список жесткокрылых, занесённых в Красный список угрожаемых видов МСОП.

## Систематика
Около 75 видов. Род Gymnopholus подразделяется на три подрода: Gymnopholus, Niphetoscapha и Symbiopholus. Род был впервые выделен в 1901 году австрийским колеоптерологом профессором Карлом Хеллером (Karl M. Heller; 1864—1945), а полную ревизию и описание многих новых видов сделал американский энтомолог Линсли Гресситт (Гонолоулу, Гавайи, США; 1914—1982). Описанный как отдельный род таксон Aroaphila Heller, 1901 (с одним видом Gymnopholus cyphothorax) с 1937 был подродом, а с 1959 синонимом рода Gymnopholus. В 2009 году в состав Gymnopholus был включён монотипический подрод Niphetoscapha Heller, 1914 (состоящий из одного вида Gymnopholus (Niphetoscapha) wichmanni (Heller)) из рода Rhinoscapha Montrouzier 1855, к которому оказались близки и включены в этот подрод из Symbiopholus дополнительно виды: G. audax Gressitt 1966 и G. nitidus Gressitt & Sedlacek 1967 . Разные авторы включают род Gymnopholus в трибу Eupholini (в составе подсемейства Entiminae) или Tropiphorini (Leptopiinae). Включает следующие виды:
| Подрод Gymnopholus Heller, 1901 - Gymnopholus ajax - Gymnopholus angustus - Gymnopholus biformis - Gymnopholus brandti - Gymnopholus carinatus - Gymnopholus colmani - Gymnopholus cyphothorax - Gymnopholus divaricatus - Gymnopholus ellynae - Gymnopholus engabenae - Gymnopholus fulvospretus - Gymnopholus gemmifer - Gymnopholus glochidionis - Gymnopholus gressitti - Gymnopholus harti - Gymnopholus hornabrooki - Gymnopholus howcrofti - Gymnopholus integrirostris - Gymnopholus interpres - Gymnopholus ludificator - Gymnopholus magister - Gymnopholus mammifer - Gymnopholus macquarti - Gymnopholus marshalli - Gymnopholus muscosus | - Gymnopholus nothofagi - Gymnopholus perspicax - Gymnopholus pulcher - Gymnopholus regalis - Gymnopholus rennii - Gymnopholus rostralis - Gymnopholus rubi - Gymnopholus sedlaceki - Gymnopholus seriatus - Gymnopholus setosus - Gymnopholus splendidus - Gymnopholus subnacreus - Gymnopholus suturalis - Gymnopholus suturalis suturalis - Gymnopholus suturalis angularis - Gymnopholus szentivanyi - Gymnopholus toxopei - Gymnopholus tricolor - Gymnopholus urticivorax - Gymnopholus vetustus - Gymnopholus weiskei Подрод Niphetoscapha Heller, 1914 - Gymnopholus audax - Gymnopholus nitidus - Gymnopholus wichmanni | Подрод Symbiopholus Gressitt, 1966 - Gymnopholus acarifer - Gymnopholus algifer - Gymnopholus botanicus - Gymnopholus carolynae - Gymnopholus cheesemanae - Gymnopholus didiman - Gymnopholus euryae - Gymnopholus fallax - Gymnopholus fungifer - Gymnopholus hepaticus - Gymnopholus herbarius - Gymnopholus herbarius herbarius - Gymnopholus herbarius oribatifer - Gymnopholus huttoni - Gymnopholus kokodae - Gymnopholus lichenifer - Gymnopholus magnus - Gymnopholus nodifer - Gymnopholus piorae - Gymnopholus praecox - Gymnopholus rebeccae - Gymnopholus reticulatus - Gymnopholus rugicollis - Gymnopholus schefflerae - Gymnopholus schuurmannsiae - Gymnopholus senex - Gymnopholus shungolus - Gymnopholus symbioticus - Gymnopholus vegetatus - Gymnopholus zoarkes |